# 1239
Il 1239 (MCCXXXIX in numeri romani) è un anno  del XIII secolo.

## Eventi
- Il papa Gregorio IX scomunica nuovamente l'imperatore Federico II.
- Il Tibet è invaso dai Mongoli, che devastano numerosi monasteri.
- In Francia si inizia a costruire la cattedrale di Tours.
- In Germania si completa la costruzione della cattedrale di Magonza e la si consacra.
- In Inghilterra si completa parzialmente la ricostruzione della cattedrale di Lincoln, iniziata dal vescovo Ugo di Lincoln nel 1192.
- Gli astrologi della Magna Curia predicono a Federico II il luogo della sua morte, a Castel Fiorentino

## Nati
- 17 giugno - Edoardo I d'Inghilterra, re britannico († 1307)
- 18 ottobre - Stefano V d'Ungheria, re († 1272)
- 17 dicembre - Kujō Yoritsugu, militare giapponese († 1256)
- Alvaro di Urgell, nobile († 1267)
- Giovanni II di Bretagna, sovrano († 1305)
- Leone II di Cava, abate italiano († 1295)
- Pietro III d'Aragona, re († 1285)
- Tommaso I di Saluzzo, marchese italiano († 1296)
- Robert de Ferrers, VI conte di Derby, nobile britannico

## Morti
- 5 marzo - Hermann Balk, cavaliere medievale
- 20 marzo - Ermanno di Salza, generale, politico e religioso tedesco
- 28 marzo - Go-Toba, imperatore giapponese (n. 1180)
- 10 maggio - Agnese di Zähringen, nobile tedesca (n. 1158)
- 5 giugno - Ladislao Odonic, nobile polacco
- 21 settembre - Simone di Dammartin, nobile francese
- 5 ottobre - Roberto di Courtenay, nobile francese
- 30 ottobre - Ottone Ghilini, arcivescovo cattolico italiano
- 13 novembre - Enrico II di Bar, nobile francese
- 25 novembre - Alberto IV il Saggio, nobile
- Tommaso da Capua, cardinale, diplomatico e letterato italiano
- Jacopo da Sant'Andrea, nobiluomo italiano
- Jehan de Braine, conte francese
- Muhammad bin Hasan al-Baghdadi, scrittore arabo
- Pagano Pannocchieschi, vescovo cattolico italiano
- Visvaldis di Jersika, duca lettone
- Abu al-Abbas al-Nabati, botanico, farmacista e teologo arabo (n. 1166)
- Bosone III di Challant, nobile italiano
- Geraldo di Losanna, patriarca cattolico francese

## Calendario
| Calendario 1239 | Calendario 1239 | Calendario 1239 | Calendario 1239 | Calendario 1239 | Calendario 1239 | Calendario 1239 | Calendario 1239 | Calendario 1239 | Calendario 1239 | Calendario 1239 | Calendario 1239 | Calendario 1239 | Calendario 1239 | Calendario 1239 | Calendario 1239 | Calendario 1239 | Calendario 1239 | Calendario 1239 | Calendario 1239 | Calendario 1239 | Calendario 1239 | Calendario 1239 | Calendario 1239 | Calendario 1239 | Calendario 1239 | Calendario 1239 | Calendario 1239 | Calendario 1239 | Calendario 1239 | Calendario 1239 | Calendario 1239 | Calendario 1239 |
| --------------- | --------------- | --------------- | --------------- | --------------- | --------------- | --------------- | --------------- | --------------- | --------------- | --------------- | --------------- | --------------- | --------------- | --------------- | --------------- | --------------- | --------------- | --------------- | --------------- | --------------- | --------------- | --------------- | --------------- | --------------- | --------------- | --------------- | --------------- | --------------- | --------------- | --------------- | --------------- | --------------- |
|                 | 1               | 2               | 3               | 4               | 5               | 6               | 7               | 8               | 9               | 10              | 11              | 12              | 13              | 14              | 15              | 16              | 17              | 18              | 19              | 20              | 21              | 22              | 23              | 24              | 25              | 26              | 27              | 28              | 29              | 30              | 31              |                 |
| Gennaio         | Sa              | Do              | Lu              | Ma              | Me              | Gi              | Ve              | Sa              | Do              | Lu              | Ma              | Me              | Gi              | Ve              | Sa              | Do              | Lu              | Ma              | Me              | Gi              | Ve              | Sa              | Do              | Lu              | Ma              | Me              | Gi              | Ve              | Sa              | Do              | Lu              |                 |
| Febbraio        | Ma              | Me              | Gi              | Ve              | Sa              | Do              | Lu              | Ma              | Me              | Gi              | Ve              | Sa              | Do              | Lu              | Ma              | Me              | Gi              | Ve              | Sa              | Do              | Lu              | Ma              | Me              | Gi              | Ve              | Sa              | Do              | Lu              |                 |                 |                 |                 |
| Marzo           | Ma              | Me              | Gi              | Ve              | Sa              | Do              | Lu              | Ma              | Me              | Gi              | Ve              | Sa              | Do              | Lu              | Ma              | Me              | Gi              | Ve              | Sa              | Do              | Lu              | Ma              | Me              | Gi              | Ve              | Sa              | Do              | Lu              | Ma              | Me              | Gi              |                 |
| Aprile          | Ve              | Sa              | Do              | Lu              | Ma              | Me              | Gi              | Ve              | Sa              | Do              | Lu              | Ma              | Me              | Gi              | Ve              | Sa              | Do              | Lu              | Ma              | Me              | Gi              | Ve              | Sa              | Do              | Lu              | Ma              | Me              | Gi              | Ve              | Sa              |                 |                 |
| Maggio          | Do              | Lu              | Ma              | Me              | Gi              | Ve              | Sa              | Do              | Lu              | Ma              | Me              | Gi              | Ve              | Sa              | Do              | Lu              | Ma              | Me              | Gi              | Ve              | Sa              | Do              | Lu              | Ma              | Me              | Gi              | Ve              | Sa              | Do              | Lu              | Ma              |                 |
| Giugno          | Me              | Gi              | Ve              | Sa              | Do              | Lu              | Ma              | Me              | Gi              | Ve              | Sa              | Do              | Lu              | Ma              | Me              | Gi              | Ve              | Sa              | Do              | Lu              | Ma              | Me              | Gi              | Ve              | Sa              | Do              | Lu              | Ma              | Me              | Gi              |                 |                 |
| Luglio          | Ve              | Sa              | Do              | Lu              | Ma              | Me              | Gi              | Ve              | Sa              | Do              | Lu              | Ma              | Me              | Gi              | Ve              | Sa              | Do              | Lu              | Ma              | Me              | Gi              | Ve              | Sa              | Do              | Lu              | Ma              | Me              | Gi              | Ve              | Sa              | Do              |                 |
| Agosto          | Lu              | Ma              | Me              | Gi              | Ve              | Sa              | Do              | Lu              | Ma              | Me              | Gi              | Ve              | Sa              | Do              | Lu              | Ma              | Me              | Gi              | Ve              | Sa              | Do              | Lu              | Ma              | Me              | Gi              | Ve              | Sa              | Do              | Lu              | Ma              | Me              |                 |
| Settembre       | Gi              | Ve              | Sa              | Do              | Lu              | Ma              | Me              | Gi              | Ve              | Sa              | Do              | Lu              | Ma              | Me              | Gi              | Ve              | Sa              | Do              | Lu              | Ma              | Me              | Gi              | Ve              | Sa              | Do              | Lu              | Ma              | Me              | Gi              | Ve              |                 |                 |
| Ottobre         | Sa              | Do              | Lu              | Ma              | Me              | Gi              | Ve              | Sa              | Do              | Lu              | Ma              | Me              | Gi              | Ve              | Sa              | Do              | Lu              | Ma              | Me              | Gi              | Ve              | Sa              | Do              | Lu              | Ma              | Me              | Gi              | Ve              | Sa              | Do              | Lu              |                 |
| Novembre        | Ma              | Me              | Gi              | Ve              | Sa              | Do              | Lu              | Ma              | Me              | Gi              | Ve              | Sa              | Do              | Lu              | Ma              | Me              | Gi              | Ve              | Sa              | Do              | Lu              | Ma              | Me              | Gi              | Ve              | Sa              | Do              | Lu              | Ma              | Me              |                 |                 |
| Dicembre        | Gi              | Ve              | Sa              | Do              | Lu              | Ma              | Me              | Gi              | Ve              | Sa              | Do              | Lu              | Ma              | Me              | Gi              | Ve              | Sa              | Do              | Lu              | Ma              | Me              | Gi              | Ve              | Sa              | Do              | Lu              | Ma              | Me              | Gi              | Ve              | Sa              |                 |